# (13498) Al Chwarizmi
(13498) Al Chwarizmi ist ein Asteroid des Hauptgürtels, der am 6. August 1986 vom belgischen Astronomen Eric Walter Elst und seiner bulgarischen Kollegin Wioleta Iwanowa am Rožen-Observatorium (IAU-Code 071) bei Smoljan in Bulgarien entdeckt wurde.
Der Himmelskörper wurde am 29. August 2015 nach dem persischen Universalgelehrten, Mathematiker, Astronomen und Geographen Al-Chwarizmi (* ~780; † zwischen 835 und 850) benannt, der den größten Teil seines Lebens in Bagdad verbrachte und dort im „Haus der Weisheit“, der berühmten Hochschule von Bagdad, tätig war. Von seinem Namen leitet sich der Begriff Algorithmus ab.